# Jannes Wieckhoff
Jannes Luca Wieckhoff (Schenefeld, 2 agosto 2000) è un calciatore tedesco, difensore dell'Heracles Almelo.

## Carriera
Wieckhoff è cresciuto nel settore giovanile del St. Pauli, con cui il 29 luglio 2020 ha siglato un contratto professionistico. Ha debuttato il 13 settembre nell'incontro di DFB-Pokal perso 4-2 contro l'Elversberg. Otto giorni dopo ha esordito in 2. Bundesliga contro il Bochum. Ha segnato il suo primo gol la giornata successiva, nel successo per 4-2 contro l'Heidenheim.
Il 4 giugno 2023 si è trasferito a titolo definitivo all'Heracles Almelo, in Eredivisie.

## Statistiche

### Presenze e reti nei club
Statistiche aggiornate al 25 novembre 2023.
| Stagione        | Squadra         | Campionato      | Campionato | Campionato | Coppe nazionali | Coppe nazionali | Coppe nazionali | Coppe continentali | Coppe continentali | Coppe continentali | Altre coppe | Altre coppe | Altre coppe | Totale | Totale | Totale |
| Stagione        | Squadra         | Comp            | Pres       | Reti       | Comp            | Pres            | Reti            | Comp               | Pres               | Reti               | Comp        | Pres        | Reti        | Pres   | Reti   |        |
| --------------- | --------------- | --------------- | ---------- | ---------- | --------------- | --------------- | --------------- | ------------------ | ------------------ | ------------------ | ----------- | ----------- | ----------- | ------ | ------ | ------ |
| 2018-2019       | St. Pauli II    | RL              | 1          | 0          |                 | -               | -               |                    | -                  | -                  |             | -           | -           | 1      | 0      |        |
| 2019-2020       | St. Pauli II    | RL              | 15         | 1          |                 | -               | -               |                    | -                  | -                  |             | -           | -           | 15     | 1      |        |
| 2021-2022       | St. Pauli II    | RL              | 2          | 0          |                 | -               | -               |                    | -                  | -                  |             | -           | -           | 2      | 0      |        |
| 2022-2023       | St. Pauli II    | RL              | 12         | 1          |                 | -               | -               |                    | -                  | -                  |             | -           | -           | 12     | 1      |        |
| 2020-2021       | St. Pauli       | 2L              | 7          | 1          | CG              | 1               | 0               |                    | -                  | -                  |             | -           | -           | 8      | 1      |        |
| 2021-2022       | St. Pauli       | 2L              | 2          | 0          | CG              | 0               | 0               |                    | -                  | -                  |             | -           | -           | 2      | 0      |        |
| 2022-2023       | St. Pauli       | 2L              | 1          | 0          | CG              | 1               | 0               |                    | -                  | -                  |             | -           | -           | 2      | 0      |        |
| 2023-2024       | Heracles Almelo | ED              | 4          | 0          | CO              | 1               | 0               |                    | -                  | -                  |             | -           | -           | 5      | 0      |        |
| Totale carriera | Totale carriera | Totale carriera | 44         | 3          |                 | 3               | 0               |                    | -                  | -                  |             | -           | -           | 47     | 3      |        |